# Meiothecium longisetum
Meiothecium longisetum är en bladmossart som beskrevs av Edwin Bunting Bartram 1945. Meiothecium longisetum ingår i släktet Meiothecium och familjen Sematophyllaceae. Inga underarter finns listade i Catalogue of Life.